# Brooke Hanson
Brooke Hanson (Manly, 18 marzo 1978) è un'ex nuotatrice australiana.
Specializzata nella rana e nei misti ha vinto una medaglia d'oro nella staffetta 4x100 m misti (nuotando nelle qualificazioni) e un argento nei 100 m rana ai Giochi olimpici di Atene 2004.
Ha conquistato ben 6 medaglie d'oro di cui 5 individuali nei Campionati mondiali di nuoto in vasca corta 2004 disputati ad Indianapolis.

## Palmarès
- Olimpiadi

Atene 2004: oro nella 4x100m misti e argento nei 100m rana.
- Mondiali

Barcellona 2003: argento nei 50m rana.
Montreal 2005: oro nella 4x100m misti e bronzo nei 50m rana.
- Mondiali in vasca corta

Atene 2000: bronzo nei 200m rana
Indianapolis 2004: oro nei 50m rana, nei 100m rana, nei 200m rana, nei 100m misti, nei 200m misti e nella 4x100m misti.
Shanghai 2006: oro nei 100m misti e nella 4x100m misti e argento nei 50m rana.
- Giochi del Commonwealth

Manchester 2002: argento nei 100m rana.
Melbourne 2006: argento nei 200m misti.
- Universiadi

Palma di Maiorca 1999: argento nei 200m rana e bronzo nei 100m rana.